# Philotrypesis
Philotrypesis är ett släkte av steklar. Philotrypesis ingår i familjen fikonsteklar.

## Dottertaxa tillPhilotrypesis, i alfabetisk ordning[1]
- Philotrypesis affinis
- Philotrypesis africana
- Philotrypesis angela
- Philotrypesis anguliceps
- Philotrypesis aterrima
- Philotrypesis bimaculata
- Philotrypesis breviventris
- Philotrypesis caricae
- Philotrypesis cnephaea
- Philotrypesis distillatoria
- Philotrypesis dunia
- Philotrypesis emeryi
- Philotrypesis erythraea
- Philotrypesis ficicola
- Philotrypesis finitimorum
- Philotrypesis grandii
- Philotrypesis immaculata
- Philotrypesis indica
- Philotrypesis jacobsoni
- Philotrypesis javae
- Philotrypesis josephi
- Philotrypesis longicaudata
- Philotrypesis longicornis
- Philotrypesis longispinosa
- Philotrypesis longiventris
- Philotrypesis marginalis
- Philotrypesis minuta
- Philotrypesis nervosa
- Philotrypesis okinavensis
- Philotrypesis palmata
- Philotrypesis parca
- Philotrypesis pilosa
- Philotrypesis quadrisetosa
- Philotrypesis selenitica
- Philotrypesis silvensis
- Philotrypesis similis
- Philotrypesis spinipes
- Philotrypesis taiwanensis
- Philotrypesis thompsoni
- Philotrypesis transiens
- Philotrypesis tridentata
- Philotrypesis tristis
- Philotrypesis unispinosa